# Trajan (manzana)
Trajan es una  variedad cultivar de manzano (Malus domestica). 
Un híbrida del cruce de 'Golden Delicious' x 'Wijcik McIntosh'. Uno de los seis cultivares columnares (Maypole, Telamon, Tuscan, Trajan (estos desarrollados por K. Tobutt en 1985 y exhibidas en Chelsea en 1989 bajo el nombre comercial de "Ballerina", ya que en América del Norte, se registraron con el nombre "Colonnade" pues el nombre Ballerina no estaba disponible), y Charlotte, Obelisk estos lanzados en 1991 ) estos manzanos columnares fueron desarrollados en la East Malling Research Station en Kent (Inglaterra). Las frutas son dulces, crujientes y jugosas.

## Sinonimia
- "SA 252-107",
- "Polka",
- "Ballerina Polka",
- "Scarlet Spire",
- "Scarletspire".

## Historia
'Trajan' es una variedad de manzana, híbrida del cruce de 'Golden Delicious' x 'Wijcik McIntosh'.  Desarrollado y criado a partir de 'Golden Delicious' como Parental-Madre mediante una polinización por la variedad 'Wijcik McIntosh' como Parental-Padre. Esta variedad está incluida en la "serie Ballerina" de manzanos columnares desarrollados bajo la dirección de Ken Tobutt en la Estación de Investigación East Malling en Maidstone, Kent (Reino Unido). Fue creado en 1976. Seleccionado en 1984 en el Probatorio Nacional de Frutas (National Fruit Trials),  Brogdale Farm, Faversham, Kent. Fue lanzado a los circuitos comerciales en 1989.
'Trajan' está cultivada en diversos bancos de germoplasma de cultivos vivos tales como en National Fruit Collection (Colección Nacional de Fruta) de Reino Unido con el número de accesión: 1987-046 y Nombre Accesión : Trajan.

## Características
'Trajan' presenta un hábito de crecimiento columnar erguido, moderadamente vigoroso. Portador de espuelas. Los espolones fructíferos se desarrollan cerca del tallo principal. Se adapta bien al patrón MM106. Puede ocurrir alguna ramificación lateral del tallo principal, pero generalmente es causada como resultado de un daño a un espolón fructífero y se puede cortar. El follaje tiende a ser denso a lo largo del poste del árbol. Tener el árbol protegido es esencial en lugares ventosos, ya que los vientos fuertes pueden dañar las yemas terminales y provocar ramificaciones secundarias. Los árboles se pueden plantar a un metro de distancia. Se puede cultivar en macetas lo que la hace ideal para jardines pequeños e incluso macetas de patio, pero tiene una vida útil relativamente corta de un poco más de 12 años. Tiene un tiempo de floración que comienza a partir del 21 de abril con el 10% de floración, para el 25 de abril tiene una floración completa (80%), y para el 3 de mayo tiene un 90% caída de pétalos.
'Trajan' tiene una talla de fruto medio; forma generalmente redonda cónica con cierta tendencia a ser asimétrica; con nervaduras débiles en la cuenca calicina; piel con textura lisa suave y no grasa, de color base de fondo amarillo verdoso, presentando de sobre color rojo en la cara expuesta al sol, aproximadamente una cuarta parte de la superficie total, importancia del sobre color medio, y patrón del sobre color chapa / moteado, abundan las lenticelas prominentes de color canela, ruginoso-"russeting" (pardeamiento áspero superficial que presentan algunas variedades) muy bajo; cáliz pequeño y parcialmente abierto, colocado en una cuenca poco profunda y estrecha; pedúnculo corto y de calibre moderadamente robusto, colocado en una cavidad profunda y estrecha, presentando una gran mancha de ruginoso-"russeting" en la cavidad; la pulpa es de color blanco, de textura firme crujiente y jugosa, de sabor dulce con un buen equilibrio agridulce.
Su tiempo de recogida de cosecha se inicia a finales de septiembre. Se conserva bien en cámara frigorífica durante dos meses.

## Usos
Una buena manzana de uso en mesa como postre fresco.

## Ploidismo
Diploide, auto estéril. Grupo de polinización: B, Día 5.

## Susceptibilidades
- Ligeramente susceptible al mildiu, a la roya del manzano y del enebro, Sarna del manzano, y al fuego bacteriano.[7]